# Valeriano Pérez
Valeriano Pérez Garza (Nuevo León, 1 de mayo de 1941) es un esgrimista mexicano, especialista en la modalidad de espada. Compitió en las pruebas de espada individual y por equipos en los Juegos Olímpicos de 1968.

## Biografía y carrera
Originario del estado de Nuevo León, fue uno de los 14 esgrimistas mexicanos que representaron al país en las Olimpiadas de 1968. En el torneo de espada individual, obtuvo el tercer lugar en su grupo en la primera etapa, ganando contra Russell Hobbie, Francisco da Silva y José Miguel Pérez; finalmente perdió ante Csaba Fenvesi, Gianfranco Paolucci y Stefan Haukler. En la segunda etapa ocupó el último, sexto lugar del grupo, derrotando a Peter Bakonyi y perdiendo ante Alexei Nikanchikov, Jean-Pierre Allemann, Gianluigi Saccaro y Harry Fiedler. En la prueba de equipos, él y su equipo conformado por Carlos Calderón, Jorge Castillejos y Ernesto Fernández, obtuvo el tercer lugar del grupo en la primera etapa, perdiendo ante Hungría 4:11 y Austria 6:10 y derrotando a Australia 8:7.
En 1971, participó en los Juegos Panamericanos de Cali. Consiguió la medalla de bronce en la prueba de florete por equipos.
También participó en los Juegos Centroamericanos y del Caribe de 1974 en República Dominicana, donde obtuvo la medalla de plata en las pruebas de espada y florete por equipos.[cita requerida]

## Palmarés internacional
| Juegos Panamericanos | Juegos Panamericanos | Juegos Panamericanos | Juegos Panamericanos |
| Año                  | Lugar                | Medalla              | Categoría            |
| -------------------- | -------------------- | -------------------- | -------------------- |
| 1971                 | Cali (Colombia)      | Medalla de bronce    | Florete equipos      |